# Terina octogesa
Terina octogesa är en fjärilsart som beskrevs av Druce 1887. Terina octogesa ingår i släktet Terina och familjen mätare. Inga underarter finns listade i Catalogue of Life.